# Torquato Jardim
Torquato Lorena Jardim (Río de Janeiro, 12 de diciembre de 1949) es un abogado, político y jurista brasileño. Ministro del Tribunal Superior Electoral (TSE) desde 1988 a 1996, fue Ministro de Justicia y Seguridad Pública en el gobierno de Michel Temer.

## Biografía
Licenciado y doctor en Derecho, entre 1977 y 1995 fue profesor de Derecho Constitucional en la Universidad de Brasilia. Ha realizado cursos de posgrado en las universidades de Michigan, Georgetown y en el Instituto Internacional de los Derechos del Hombre en Estrasburgo (Francia). Fue presidente del Instituto Brasileño de Derecho Electoral entre 2002 y 2008 y Director de Cooperación Internacional de 2012 a 2015. Está considerado como uno de los mayores especialistas en Derecho Electoral de Brasil.